# Star-Lifting
Star-Lifting (von englisch ‚Star lifting‘, deutsch etwa ‚Sternhebung‘) ist einer von mehreren hypothetischen Prozessen, durch die eine ausreichend fortgeschrittene Zivilisation (insbesondere eine von der Kardaschow-II oder höher) einen wesentlichen Teil der Materie eines Sterns entfernen könnte, der dann wiederverwendet werden kann, während möglicherweise gleichzeitig die Energieproduktion und Lebensdauer des Sterns optimiert wird. Der Begriff scheint von David Criswell (1941–2019) geprägt worden zu sein.
Sterne verlieren bereits einen kleinen Strom von Masse durch Sonnenwind, koronale Massenauswürfe und andere natürliche Prozesse. Im Laufe des Lebens eines Hauptreihensterns auf der ist dieser Verlust im Vergleich zur Gesamtmasse des Sterns normalerweise vernachlässigbar; nur am Ende des Lebens eines Sterns, wenn er zu einem Roten Riesen oder einer Supernova wird ein großer Teil des Materials ausgestoßen. Die vorgeschlagenen Techniken zum Anheben des Sterns würden durch die Erhöhung dieses natürlichen Plasmaflusses und dessen Manipulation mit Magnetfeldern funktionieren.
Sterne haben tiefe Schwerkraftquellen, daher ist die für solche Vorgänge erforderliche Energie groß. Das Anheben von Sonnenmaterial von der Oberfläche der Sonne ins Unendliche erfordert beispielsweise 2.1e11 J/kg. Diese Energie könnte vom Stern selbst geliefert werden, gesammelt von einer Dyson-Sphäre; mit 10 % der Gesamtleistung der Sonne könnten 5.9e21 kg pro Jahr angehoben werden (0,0000003 % der Gesamtmasse der Sonne) oder 8 % der Masse des Mondes der Erde.

## Methoden zum Heben von Sternmaterial

### Thermisch angetriebener Abfluss

Ein Mechanismus zum „Ernten“ von Sonnenwind (RC = Ringstrom, MN = Magnetdüsen, J = Plasmastrahl).

Das einfachste System zum Anheben eines Sterns würde die Rate des Sonnenwindausflusses erhöhen, indem kleine Bereiche der Sternatmosphäre direkt aufgeheizt werden, wobei eine beliebige Anzahl verschiedener Mittel zur Energiezufuhr verwendet wird, wie z. B. Mikrowellenstrahlen, Laser oder Teilchenstrahlen; was auch immer sich für die Ingenieure des Systems als am effizientesten erweist. Dies würde eine große und anhaltende Eruption, ähnlich einer Sonneneruption, am Zielort erzeugen und den Sonnenwind speisen.
Der resultierende Ausfluss würde mit Hilfe eines „Ringstroms“ um den Äquator des Sterns gesammelt werden, um ein starkes toroidales Magnetfeld mit seinen Dipolen über den Rotationspolen des Sterns. Dies würde den Sonnenwind des Sterns in ein Paar Jets ablenken, die entlang seiner Rotationsachse ausgerichtet sind und durch ein Paar magnetischer Raketen-Düsen laufen. Die „magnetischen Düsen“ würden einen Teil der thermischen Energie des Plasmas in Ausströmgeschwindigkeit umwandeln und so zur Kühlung des Ausflusses beitragen. Der Ringstrom, der zur Erzeugung dieses Magnetfeldes benötigt wird, würde von einem Ring von Teilchenbeschleunigern-Raumstationen in einer engen Umlaufbahn um den Äquator des Sterns erzeugt werden. Diese Beschleuniger wären physisch voneinander getrennt, würden aber zwei gegenläufige Strahlen von entgegengesetzt geladenen Ionen mit ihrem Nachbarn auf jeder Seite austauschen und so einen kompletten Kreislauf um den Stern bilden.

### „Huff-n-Puff“
David Criswell (1941–2019) schlug eine Modifikation des Polarjetsystems vor, bei der das Magnetfeld genutzt werden könnte, um den Sonnenwindausfluss direkt zu erhöhen, ohne dass eine zusätzliche Erwärmung der Sternoberfläche erforderlich wäre. Er nannte es die „Huff-n-Puff“-Methode, inspiriert von den Drohungen des großen bösen Wolfs im Märchen von den Die drei kleinen Schweinchen.
In diesem System würde sich der Ring von Teilchenbeschleunigern nicht in einer Umlaufbahn befinden, sondern wäre auf die äußere Kraft des Magnetfeldes selbst angewiesen, um sich gegen die Schwerkraft des Sterns abzustützen. Um Energie in die Atmosphäre des Sterns zu injizieren, würde der Ringstrom zunächst vorübergehend abgeschaltet werden, so dass die Teilchenbeschleunigerstationen frei auf die Sternoberfläche fallen können. Sobald die Stationen eine ausreichende Abwärtsgeschwindigkeit entwickelt haben, wird der Ringstrom wieder aktiviert und das resultierende Magnetfeld wird genutzt, um den Fall der Stationen umzukehren. Dadurch würde der Stern „gequetscht“ und die Sternatmosphäre durch die polaren Magnetdüsen getrieben. Der Ringstrom würde wieder abgeschaltet werden, bevor die Ringstationen genug Abwärtsgeschwindigkeit erreicht hätten, um sie zu weit genug vom Stern wegzuschleudern und die Schwerkraft des Sterns würde sie wieder nach innen ziehen, um den Zyklus zu wiederholen.
Ein einzelner Satz von Ringstationen würde zu einer sehr unregelmäßigen Strömung führen. Es ist möglich, diesen Fluss zu glätten, indem man mehrere Sätze von Ringstationen verwendet, wobei jeder Satz zu jedem Zeitpunkt in einem anderen Stadium des Huff-n-Puff-Zyklus arbeitet, so dass es immer einen Ring gibt, der „drückt“. Dies würde auch den Leistungsbedarf des Systems im Laufe der Zeit glätten.

### Zentrifugalbeschleunigung
Eine Alternative zur „Huff-n-Puff“-Methode, um das toroidale Magnetfeld zur Erhöhung des Sonnenwindausflusses zu nutzen, besteht darin, die Ringstationen in eine polare statt in eine äquatoriale Umlaufbahn zu bringen. Die beiden magnetischen Düsen würden sich dann auf dem Äquator des Sterns befinden. Um die Geschwindigkeit des Ausflusses durch diese beiden äquatorialen Düsen zu erhöhen, würde das Ringsystem mit einer Geschwindigkeit um den Stern rotieren, die deutlich über der natürlichen Rotation des Sterns liegt. Dies würde dazu führen, dass die vom Magnetfeld aufgewirbelte Sternatmosphäre nach außen geschleudert wird.
Diese Methode leidet unter einer Reihe von erheblichen Komplikationen im Vergleich zu den anderen. Um den Ring auf diese Weise zu drehen, müssten die Ringstationen einen starken Raketenschub verwenden, was sowohl große Raketen als auch eine große Menge an „Reaktionsmasse“ erfordert. Diese Reaktionsmasse kann recycelt werden, indem man die aus den Raketen austretenden Gase so ausrichtet, dass sie auf die Sternoberfläche treffen, aber die „Ernte“ (bzw. Entnahme) von frischer Reaktionsmasse aus dem Ausfluss des Sterns und ihre Zuführung zu den Ringstationen in ausreichender Menge macht das System noch komplexer. Schließlich würden die resultierenden Jets spiralförmig vom Äquator des Sterns nach außen strömen, anstatt direkt von den Polen zu kommen, was die Entnahme erschweren könnte, ebenso wie die Anordnung der Dyson-Sphäre, die das System antreibt.

## Entnahme der angehobenen Masse
Das von einem Stern abgehobene Material wird in Form von Plasmastrahlen mit einer Länge von Hunderten oder Tausenden von Astronomischen Einheiten (AE) austreten, die hauptsächlich aus Wasserstoff und Helium bestehen und nach heutigen technischen Standards sehr diffus sind. Die Details der Extraktion von nützlichen Materialien aus diesem Strom und die Speicherung der riesigen Mengen, die dabei entstehen würden, sind noch nicht umfassend erforscht worden. Ein möglicher Ansatz besteht darin, nützliche Elemente aus den Jets mit Hilfe einer extrem groß angelegten Massenspektrometrie zu reinigen, sie mittels Laserkühlung zu kühlen und sie auf Staubpartikeln zur Sammlung zu kondensieren. Eine alternative Methode könnte darin bestehen, die Jets mit großen Zylinderspulen abzubremsen und die Bestandteile herauszutrennen. Auch über dieses System ließe sich Strom erzeugen. Aus dem überschüssigen Wasserstoff und Helium könnten kleine künstliche Gasriesenplaneten konstruiert werden, um es für eine spätere Verwendung zu speichern. Überschüssiges Gas könnte auch verwendet werden, um neue erdähnliche Planeten nach individuellen Vorgaben zu bauen.

## Stellare Wirtschaft
Die Lebensdauer eines Sterns wird bestimmt durch die Größe seines Vorrats an nuklearem „Brennstoff“ und die Geschwindigkeit, mit der er diesen Brennstoff in Fusionsreaktionen in seinem Kern verbraucht. Größere Sterne haben einen größeren Vorrat an Brennstoff, aber der erhöhte Druck im Kern, der aus dieser zusätzlichen Masse resultiert, erhöht die Reaktionsrate noch mehr; große Sterne haben eine deutlich kürzere Lebensspanne als kleine Sterne. Aktuelle Theorien der Sterndynamik legen auch nahe, dass es nur eine sehr geringe Vermischung zwischen dem Großteil der Atmosphäre eines Sterns und dem Material seines Kerns gibt, in dem die Fusion stattfindet, so dass der meiste Brennstoff eines großen Sterns nie auf natürliche Weise verbraucht wird.
Wenn die Masse eines Sterns durch das Star-Lifting reduziert wird, sinkt die Rate der Kernfusion, was die Menge an Energie reduziert, die für den Star-Lifting-Prozess zur Verfügung steht, aber auch die Schwerkraft reduziert, die überwunden werden muss. Theoretisch wäre es möglich, einen beliebig großen Teil der Gesamtmasse eines Sterns zu entfernen, wenn genügend Zeit zur Verfügung steht. Auf diese Weise könnte eine Zivilisation die Rate kontrollieren, mit der ihr Stern Treibstoff verbraucht und so die Energieausbeute und Lebensdauer des Sterns auf ihre Bedürfnisse optimieren. Der dabei gewonnene Wasserstoff und das Helium könnten auch als Brennstoff für Fusionsreaktoren verwendet werden. Alternativ könnte das Material zu weiteren kleineren Sternen zusammengesetzt werden, um die Effizienz der Nutzung zu verbessern. Theoretisch könnte die gesamte Energie der von einem Stern abgehobenen Materie entnommen werden, wenn sie über den Mechanismus der Hawking-Strahlung zu kleinen Schwarzen Löchern gemacht wird.

## In der Science-Fiction
- In der  Stargate-Universe-Serie werden das antike Raumschiff „Destiny“ und die 2.000 Jahre vor der Destiny ausgesandten Saatschiffe durch Plasma von Sternen angetrieben. Das Schiff gleitet über die Oberfläche eines Sterns, kurz bevor es unter die Photosphäre des Sterns eintaucht, um mit seinen einziehbaren Kollektoren Plasma aufzusaugen.
- Im Star-Wars-Franchise von Knights of the Old Republic ist die „Star Forge“ in der Lage, Sterne zu heben. In gewisser Weise hebt die „Starkiller-Basis“ im siebten kanonischen Film Sterne, um ihre planetenzerstörende Laserkanone mit Energie zu versorgen, obwohl sie dabei den gesamten Stern verbraucht.
- Im Raumschiff-Voyager-Roman – Die ermordete Sonne im fiktiven Jahr 2366[8] gibt es eine Reptilienrasse, die das Material eines Sterns verwendet, um die Öffnung eines Wurmlochs zu unterstützen. Der Roman stellte den Prozess jedoch so dar, dass er die Lebensdauer des Sterns rapide verkürzt, anstatt sie zu verlängern.
- In der The-Night's-Dawn-Trilogy von Peter F. Hamilton erschuf die außerirdische Spezies der „Kiint“ einen Bogen von maßgeschneiderten Planeten um ihre Sonne aus der von ihrem Stern extrahierten Masse.
- In der Doctor-Who-Episode „42“ verwendet die Besatzung des Raumschiffs „Pentallian“ eine „Sonnenschaufel“,[9] um Materie von einem Stern abzusaugen und sie als Treibstoff für ihr Schiff zu verwenden.
- Im Roman Palimpsest von Charles Stross nutzt die omnipotente Organisation Stasis[10] das Starliftung, um den Kern der Sonne durch ein Schwarzes Loch zu ersetzen, wodurch ein „Nekrostern“ mit stark verlängerter Lebensspanne entsteht.
- Im Roman Die Zeitschiffe von Stephen Baxter erschaffen die Morlocks eine Dyson-Sphäre innerhalb der Erdumlaufbahn mit Hilfe von Materie, die von der Sonne gehoben wird.
- In der Kurzgeschichte Die goldenen Äpfel der Sonne von Ray Bradbury fliegen die Menschen mit der Rakete „Copa de Oro“ zur Sonne und tauchen einen mechanischen Becher in sie ein, um die Wärme des Sterns für die Erde einzufangen.